# Osváth Gábor (író)
Osváth Gábor (Arad, 1939. január 18. – Kézdivásárhely, 1991. június 30.) erdélyi magyar novellaíró. Osváth Anna Ágnes férje.

## Életútja
Szülővárosában 1956-ban érettségizett, majd egy évig a kolozsvári Mezőgazdasági Főiskola hallgatója volt, végül a Babeș–Bolyai Tudományegyetemen szerzett jogi diplomát (1963), de csak 1977-től – Sepsiszentgyörgyre költözése után – vállalt jogtanácsosi munkát. Rövid prózai írásokkal jelentkezett a hazai irodalmi sajtóban (Utunk, Igaz Szó), de több műve is kiadatlan maradt. Egyetlen megjelent kötete a Forrás-sorozatban markáns prózaíró-ígéretnek mutatja. Későn beérő, szorongásos lelkialkatú író. Forrás-kötetének – Csigaház (1977) – novelláiban a befelé forduló, helyét nehezen találó ember dilemmáit boncolgatja. A sepsiszentgyörgyi Európai Idő (1990) egyik alapító szerkesztője.